# Wallander – Mörkret
Wallander – Mörkret är en svensk thriller från 2005. Det är den fjärde filmen i den första omgången med Krister Henriksson som Kurt Wallander. Filmen släpptes på DVD den 12 oktober 2005.

## Handling
En bil påträffades övergiven vid en busshållplats. I bilen sitter en tvåårig pojke ensam. Av föräldrarna syns inga spår. Det visar sig snart att barnets far är den som tagit hand om honom, eftersom modern är inlagd på en psykiatrisk klinik sedan deras 14-åriga dotter begått självmord för ett år sedan. Modern är inte kontaktbar och fadern är spårlöst försvunnen. Har fadern också brutit ihop eller har han blivit utsatt för ett brott? Spåren tycks leda till en skola som flickan gick på.

## Rollista (urval)
- Krister Henriksson – Kurt Wallander
- Johanna Sällström – Linda Wallander
- Ola Rapace – Stefan Lindman
- Angela Kovács – Ann-Britt Höglund
- Marianne Mörck – Ebba
- Mats Bergman – Nyberg
- Douglas Johansson – Martinsson
- Fredrik Gunnarsson – Svartman
- Moræa Myrgren Johansson – Tove Sahlin
- Natalie Minnevik – Sara Bruck
- Stefan Gödicke – vaktmästaren Sonny
- Tomas Norström – Lennart Frisk
- Per Morberg – Ralph Sahlin
- Kajsa Ernst – Jeanne Sahlin
- Martin Wallström – Jens Olsson
- Nils Moritz – Robert Folkesson
- Jan Åström – Martin Bruck
- Hobbe Rix – Nils Svendsen
- Emy Storm – Svendsens Granne
- Bård Owe – Ole Svendsen
- Anna-Lena Hemström – Ellen Svendsen